# السعادنة (ولاد حنون)
السعادنة هو دُوَّار يقع بجماعة قصيبية، إقليم سيدي سليمان، جهة الرباط سلا القنيطرة في المملكة المغربية. ينتمي الدوّار لمشيخة ولاد حنون التي تضم 9 دواوير. يقدر عدد سكانه بـ 868 نسمة حسب الإحصاء الرسمي للسكان والسكنى لسنة 2004.

## روابط خارجية
- البوابة الوطنية للجماعات الترابية
- المندوبية السامية للتخطيط